# Golesh
Golesh (búlgaro: Голеш) es un pueblo de Bulgaria perteneciente al municipio de Kaynardzha de la provincia de Silistra.
Se ubica unos 10 km al este de la capital municipal Kaynardzha, junto al límite con la vecina provincia de Dobrich.

## Demografía
En el censo de 2001, Golseh tenía una población de 1205 habitantes.
Con 1409 habitantes en 2011, es la localidad más poblada del municipio, albergando a la cuarta parte de la población municipal y duplicando en población a la capital municipal Kaynardzha.El 94,1% de la población pertenece al grupo étnico de los turcos de Bulgaria. Los búlgaros étnicos solamente son el 1,2% de la población de Golesh.
Para el censo del año 2021, la población descendió a 1065 residentes, con una densidad poblacional 26,81 hab./km². Del total, 504 eran hombres y 561 mujeres.